# Aleksander (Hopjorski)
Aleksander, imię świeckie Aleksander Hopjorski (ur. 23 sierpnia 1964 w Võru) – duchowny Estońskiego Apostolskiego Kościoła Prawosławnego pod zwierzchnictwem Patriarchy Konstantynopola, od 2009 biskup parnawski i saremski.

## Życiorys
7 grudnia 1996 przyjął święcenia diakonatu, a 10 grudnia 2000 prezbiteratu. 12 stycznia 2009 otrzymał chirotonię biskupią.